# Vrapčak
Vrapčak je zagrebški potok, ki izvira v jugozahodnem delu Medvednice, nad Gornjim Vrapčem. Pri jezeru Jarun se izliva v Savo.
Teče skozi zahodni del južnega pobočja Medvednice, Gornje Vrapče (ob Vrapčanski cesti), Špansko-Oranice do Zagrebačke avenije, kjer se izliva na Trešnjevko - jug, teče skozi Vrbane in Jarun do izliva v Savo.
Območje izvirov obsega najmanj 95 izvirov v jugozahodnem delu Parka narave Medvednica, na severovzhodnem robu zagrebške mestne četrti Podsused - Vrapče. Nahajajo se na geološko raznoliki kamninski podlagi: severni izviri se nahajajo na kredno-triasni podlagi, južni pa na miocenski podlagi. Morfogenetsko ima izvirno območje značilnosti fluviodenudacijskega reliefa s številnimi grapami. V njem se potok Ferendol izliva v Vrapčak. Velikodušnost vira je majhna. Glede na obliko habitata, ki ga tvorijo, prevladujejo koritasti (reokreni) in blatni (helokreni) izviri.
V zgornjem toku ob toku potoka poteka pohodna Vrapčanska oblizanica, ki jo vzdržuje Planinsko društvo Gornje Vrapče. Iz Gornjih Vrapč se ob potoku razteza planinska pot 8, ki je del Medvedniških pohodnih poti do slapu Sopot.
V nižinskem toku potok le redko presahne. Ima preprost rečni režim, z najvišjimi vodostaji in pretoki februarja in marca, najnižjimi pa v poletnih mesecih.
Na potoku se nahaja vodni mlin družine Varović, ki je nepremična kulturna dobrina Zagreba.